# Gara Comănești
Gara din Comănești este un monument istoric aflat pe teritoriul orașului Comănești.
Arhitectul italian Giulio Magni a primit, în același an 1898, o comandă pentru realizarea a două gări (aproape identice) și a unei halte pe liniile Pitești–Curtea de Argeș și Adjud–Comănești–Ghimeș, ambele linii executate sub coordonarea inginerului român Elie Radu. Gările gemene din Curtea de Argeș și Comănești reprezintă o ilustrare a viziunii lui Magni asupra stilului național, el combinând elemente cu certe filiații în arhitectura romanică cu motive și materiale de tip oriental, asimilate pe filieră bizantină.
Clădirea de călători a fost construită din cărămidă și piatră și a fost acoperită cu tablă în 1899. Aceasta avea subsol, parter și o locuință de serviciu la etaj. În interior era tencuit și văruit; dușumele erau din scândură, iar încălzirea era asigurată cu sobe din teracotă. Gara avea o singură casă de bilete și un automat cu bomboane. Peronul era acoperit cu pietriș și patrulau jandarmi însărcinați cu păzirea clădirii gării, oameni numiți de prințesa Ioana Ghika. În anul 1920 s-a construit un bufet din lemn și piatră, acoperit cu tablă. Sala stației a fost folosită, încă de la terminarea sa, pentru serbările de sfârșit de an ale școlii primare din localitate.
Gara era deservită de o linie curentă, 18 linii de garare și 6 linii moarte. Lungimea constructivă a liniilor Stației Comănești era de 11,490 km, iar lungimea utilă de 7038 m. Suprafața totală a zonei C.F.R. era de 25 ha.
Gara a fost construită pe vremea când orașul Comănești era moșie a familiei Ghika. Se află în apropiere de Palatul Ghika-Comănești, realizat în 1885 de arhitectul Albert Galleron, care a făcut și proiectul Ateneului Român și al Băncii Naționale a României. Gara din Comănești a fost ridicată de inginerul Elie Radu, inspirat după modelul gării din Lausanne, Elveția, ca și cea din Curtea de Argeș.

## Galerie

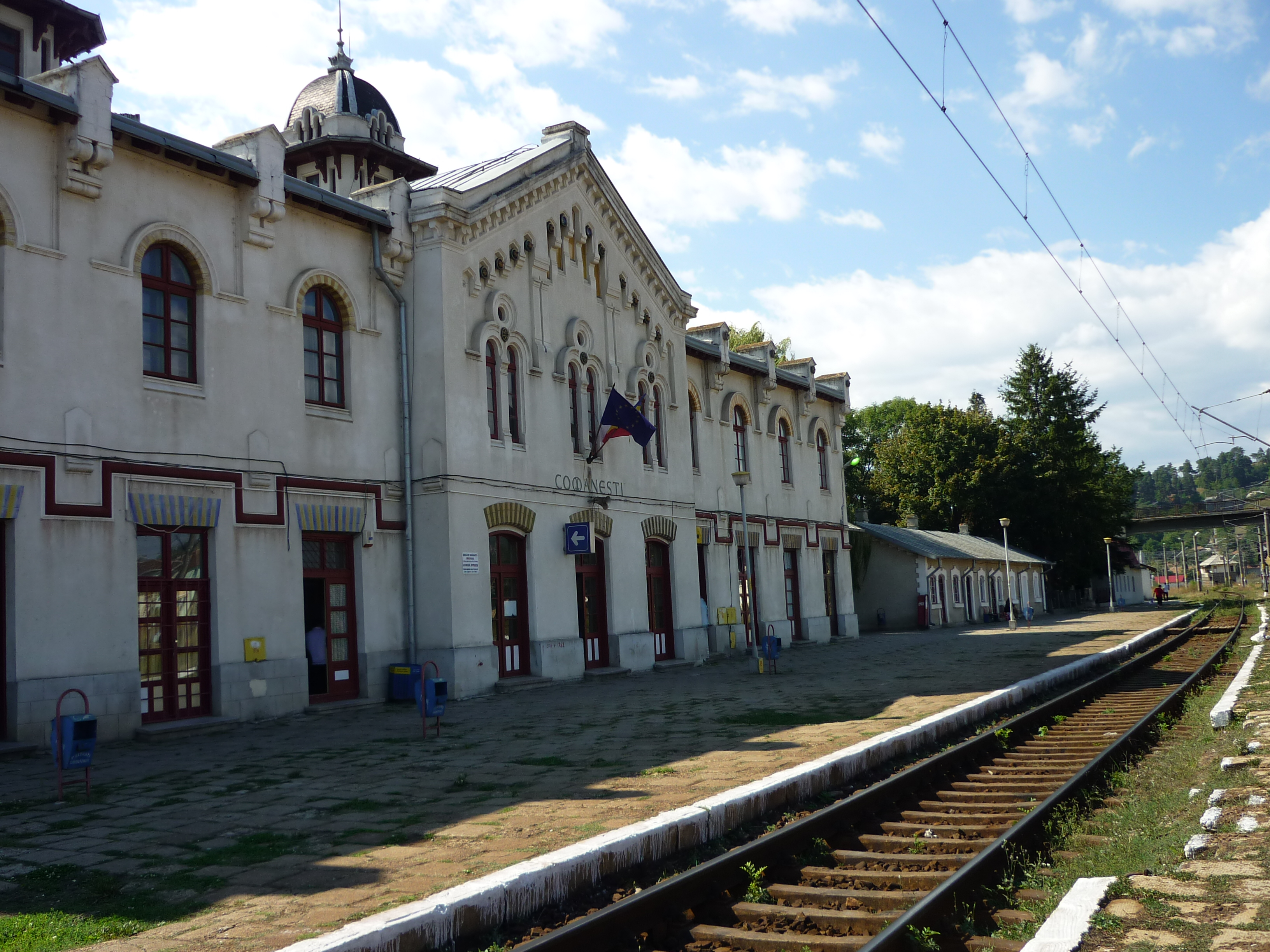
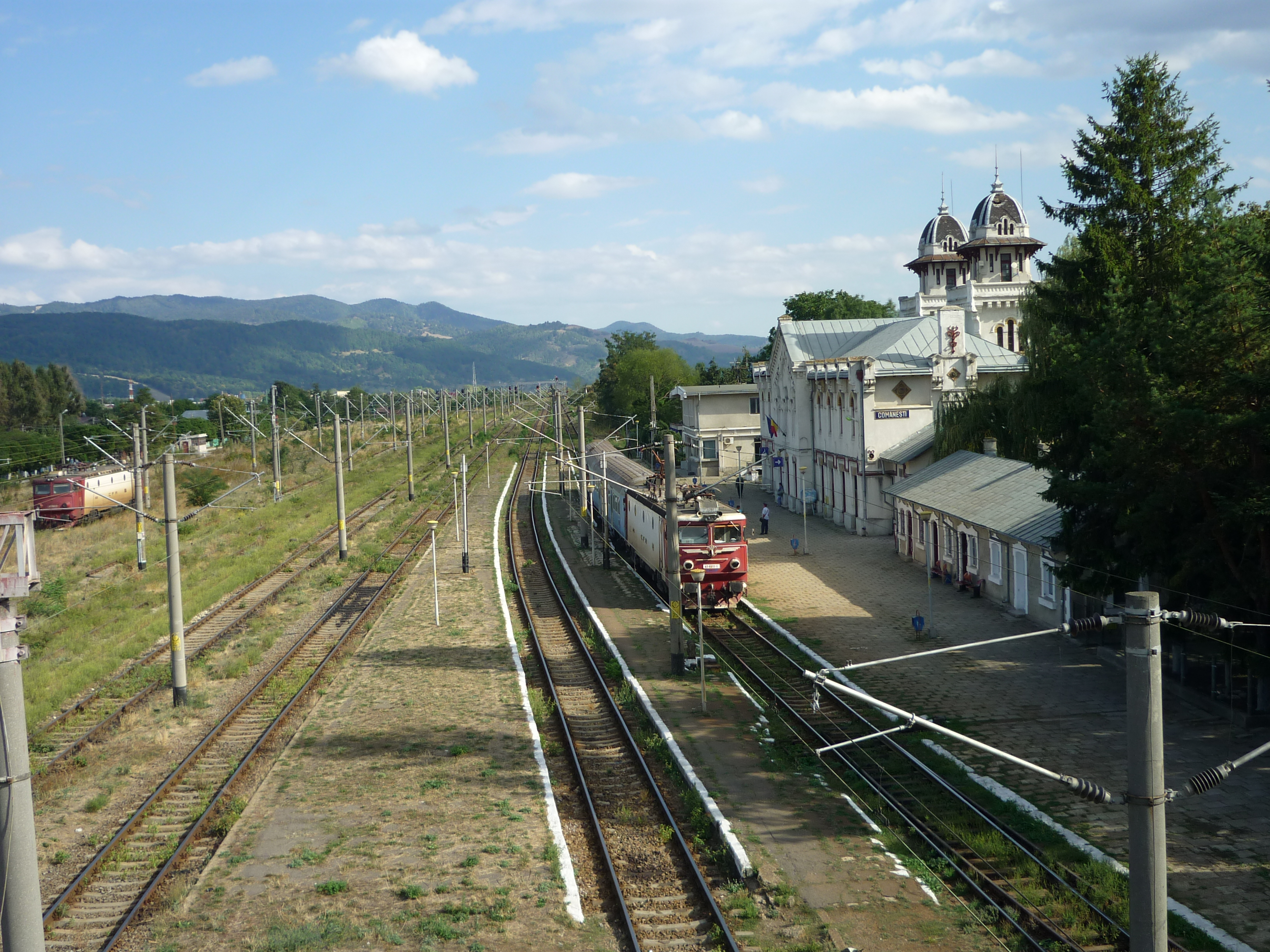
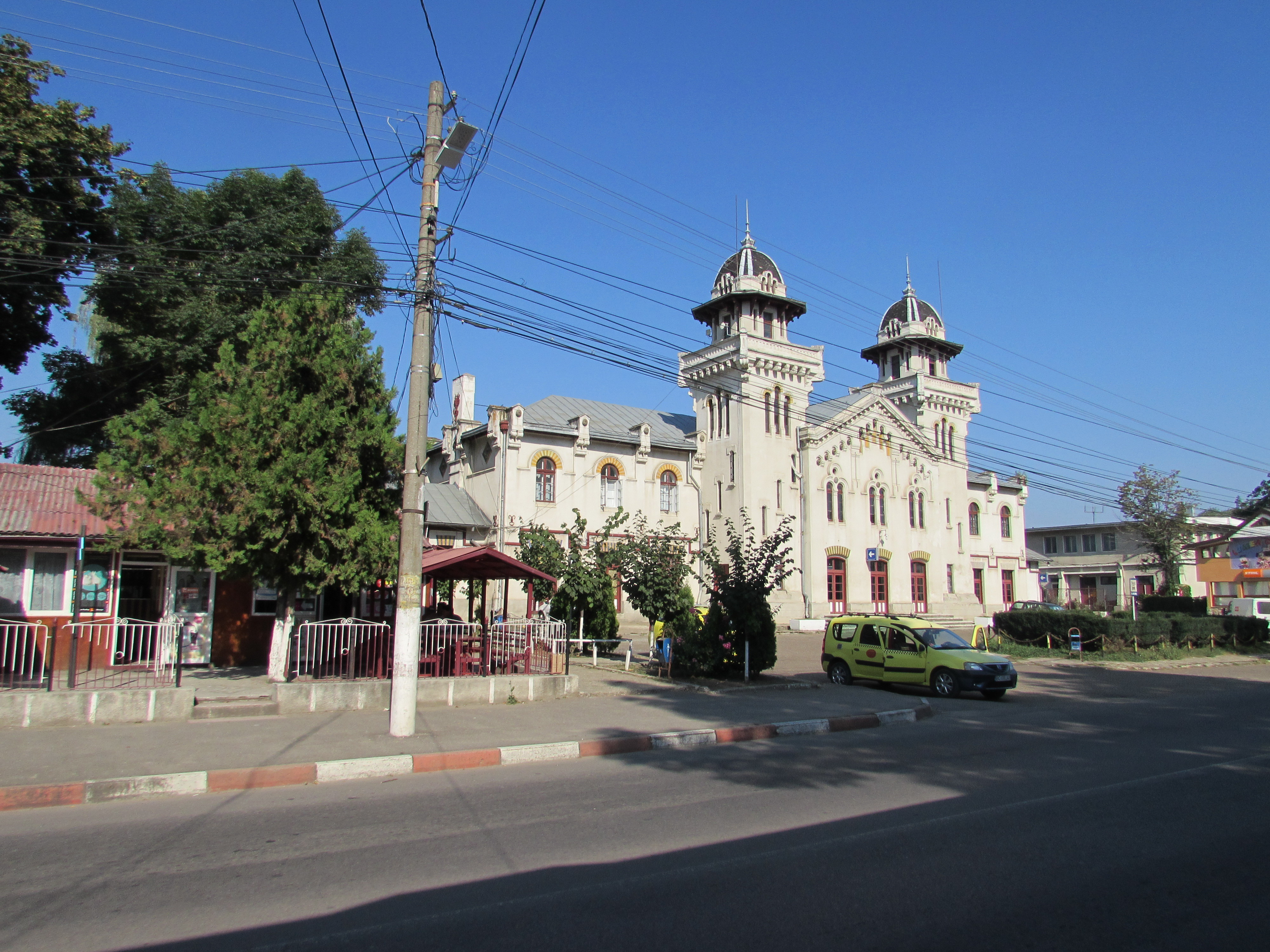
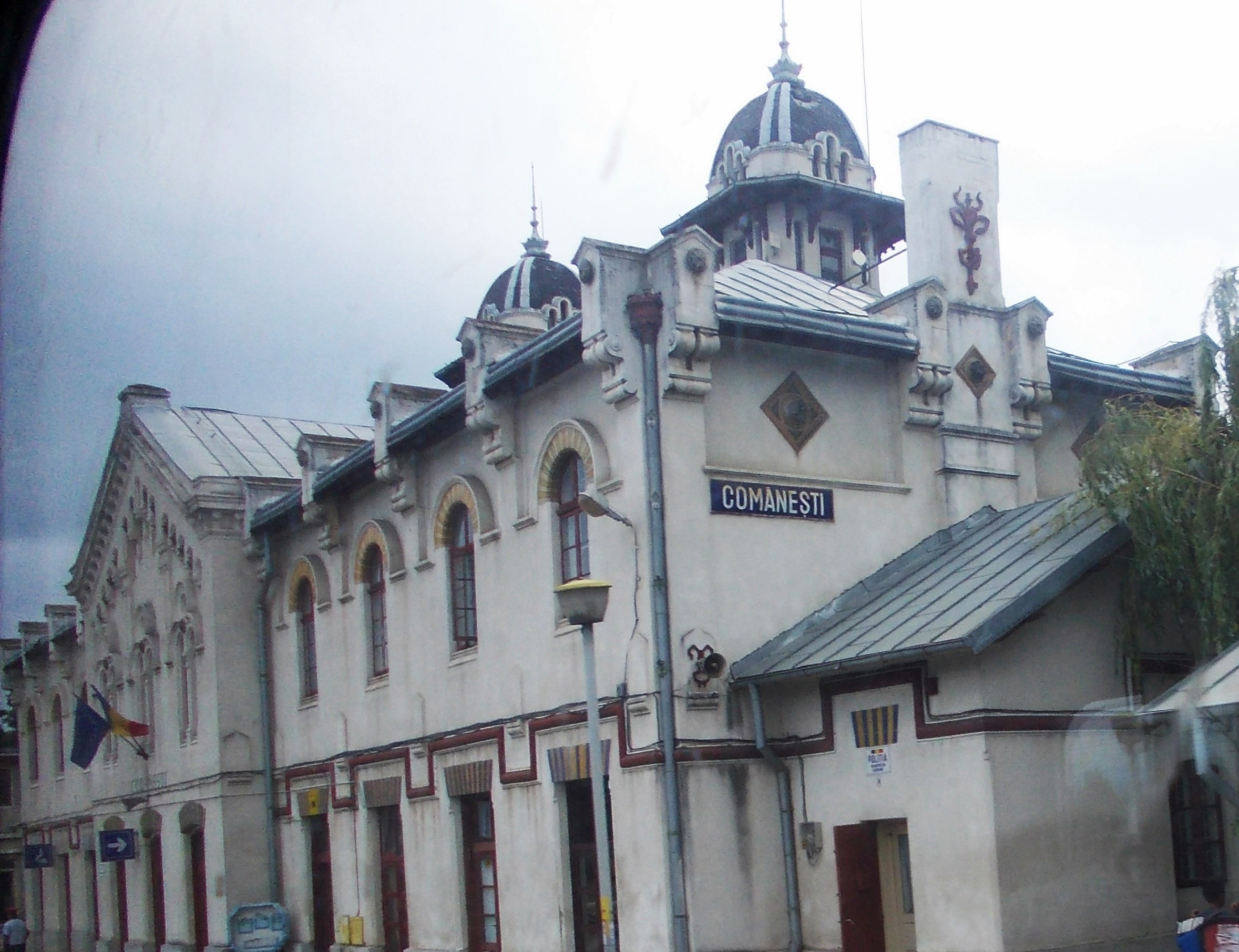